# Infernum
Infernum is een blackmetalband uit Polen. De band werd in 1992 opgericht in de stad Wrocław. Infernum wordt beschouwd als een van de meest toonaangevende bands binnen de nationaalsocialistische black metal (NSBM) van Centraal- en Oost-Europa.

## Bezetting

### Huidige bezetting
- Exterminus - gitaar en toetsinstrumenten
- Wolf - basgitaar
- Tom Balrog - drums

### Voormalige leden
- Grzegorz "Anextiomarus" Jurgielewicz - vocalen en gitaar (1992-2004)
- Rob Darken - toetsinstrumenten (sessiewerk in de periode 1993-1996)
- Capricornus - drums (1994-1996)
- Charon - drums (2002-2009)
- Necromanticus - gitaar (2002-2009)

## Discografie

### Albums
- Taur-Nu-Fuin (1994)
- The Curse (2006)

### Demo's
- The Dawn Will Never Come (1993)
- Damned Majesty (1993)

### Onofficieel uitgebracht materiaal
- When The Light Has Died (1995)